# Alice Csodaországban szindróma
Az Alice csodaországban szindróma, más néven Todd-szindróma (Alice in Wonderland syndrome, azaz AIWS) Lewis Carroll 1865-ös azonos című könyve után kapta nevét, amelyben az író a szindróma következtében jelentkező képzavarhoz hasonló helyzeteket írt le. Valószínű, hogy Lewis Carroll migrénjeinek következtében fellépő hallucinációja ihlethette a könyv jellegzetes képeit is. Az AIWS-t először 1955-ben John Todd yorkshire-i pszichiáter írta körül, így Todd-szindrómaként is ismert.

## Tünetei
A betegség egy zavaró idegrendszeri állapot, amely negatívan befolyásolja az emberi érzékelést. A tapasztalatok alapján a betegek többféle érzékelési, észlelési problémával küzdhetnek. Látászavarral, úgy, mint makropszia – az érzékelt tárgyak magukhoz képest túl nagynak tűnnek – és mikropszia – a környezetüket valótlanul kicsinek látják, valamint ezeken felül hallásbeli és más szenzoros módozatokkal – időtorzulás, testtorzulás, egyensúlyproblémák, hangtéveszmék, illetve eltorzulások, anyagváltozások, ijedtség, üldözési zavar – küzdhetnek. A zavar egy átmeneti állapot, amelynek előfordulása meglehetősen gyakori gyermekkorban, amit a legtöbben kinőnek idősebb korukra, valamint összeköttetésben van az alvással, elalvással és ébredéssel is.
A betegség diagnosztizálásában segítségre lehetnek az úgynevezett mikropsziás rajzok. A mikropsziás rajzok olyan 30 milliméternél kisebb rajzok, amelyek egy figurát, vagy ábrát jelenítenek meg. Az ilyen képeken rendszerint szabad szemmel nézve csak egy pont látható, amelynek magassága általában 10 mm nagyságú. Nagyító alatt viszont jól kivehető a figura.
A tünetek hátterében gyakran EBV (Epstein-Barr Virus), migrén, agydaganat, temporális lebeny epilepsziája és pszichoaktív szerek használata állhat. Häusler és munkatársai kutatásaiból kiderült, hogy hét vizsgált EBV-s gyermekből hárman Alice Csodaországban szindrómában szenvedtek, ez az arány is mutatja a betegségek nagyfokú összefüggését.

## Diagnosztizálása
Az AIWS-t diagnosztizálni kizárólagosan csak akkor szokták már, amikor ezek a szimptómák nem járnak együtt más fizikai okokkal (szervi problémával), illetve mellettük migrént tapasztalt a beteg, vagy fellépésük összeköthető az elalvással. Így ezt a betegséget egyelőre csak mellékhatásnak tekintik, mivel az ebben szenvedőknek semmiféle szervi elváltozásuk nincs.

## Kezelése
Az AIWS, más néven a Todd-szindróma kezelésére külön eljárást nem találtak még. Az AIWS és a migrén is stressz hatására alakul ki, ezért fontosak lennének az önsegítő technikák, a stresszoldás. Az akut migrén leküzdése érdekében profilaxis, antilepileptikum, antidepresszáns, béta-blokkoló és kalciumcsatorna-blokkoló szerek használata szigorú migrén diétával együtt.
Tüneteinek csökkentése érdekében a szindróma beálltával a visszavonulás, egy csendes hely keresése, bő folyadékfogyasztás, a suttogás, hangkiszűrés segíthet, míg a szomjazás, fáradtság, az aktív stressz-állapot, a sötétség csak ronthatja a vizuális torzulások negatív hatását. Mivel az AIWS nem elismert fogyatékosság, így nehézséget okozhat az ebben szenvedő emberek szocializációja, munkában és iskolában való helytállása. A neurológusok úgy gondolják, hogy a szindróma előfordulása sokkal gyakoribb, mint ahogy azt gondolnánk, mert a legtöbb ember az átéltekről nem mer beszélni, csak akkor, ha ezek a tünetek zavarják az iskolai, munkahelyi, vagy társas kapcsolataikat.

## Prognózis
Bármi legyen is az ok, a zavar felléphet többször egy nap, és néhány perctől akár néhány napig vagy hétig eltarthat. Érthető módon a beteg megriadhat, megrémülhet, sőt akár pánik reakciót is kiválthat a jelenség. Szerencsére kezelése hatékony, jók a kilátások a tünetek megszüntetésére. Randolph Evans, neurológus (Houston, Texas) és Loren Rolak, a Marshfield Clinic (Marshfield, Wisconsin) neurológusa szerint.

## Epidemiológia
Arra vonatkozóan nincsenek kutatási adatok, hogy mutatkozik-e összefüggés korban nemben vagy rasszban való előfordulásban. Viszonylag gyakorinak mutatkozik migrénbetegek, és kisgyermekek körében.

## Fordítás
- Ez a szócikk részben vagy egészben  az   Alice in Wonderland syndrome című angol Wikipédia-szócikk fordításán alapul.  Az eredeti cikk szerkesztőit annak laptörténete sorolja fel. Ez a jelzés csupán a megfogalmazás eredetét és a szerzői jogokat jelzi, nem szolgál a cikkben szereplő információk forrásmegjelöléseként.